# Teleté
Teleté (řecky: Τελετή – Teletí) je v řecké mytologii dcera boha Dionýsa a najády Nikaii.
Nikaia se styděla za to že je těhotná s Dionýsem a dokonce se pokusila oběsit; v pravý čas se jí však narodila dcera. Při porodu jí prý pomáhali Hóry. Teleté bylo předurčeno stát se následovnicí svého otce Dionýsa a jeho syna, jejího nevlastního bratra Iakcha.
Řecký cestovatel a cestopisec Pausaniás uvádí že její socha stála ve svatyni helikónských múz v Boiótii. Její obraz se nacházel vedle obrazu Orfea.
Je spojována jako bohyně nočních slavností, rituálních tanců k poctě Dionýsa a iniciačních rituálů při orgiích zvaných nyktélie.